# دانيمايت بول
دانيمايت بول (بالإنجليزية: Dynamite Bowl)‏ (باليابانية: ダイナマイトボウル) ، هي لعبة فيديو إلكترونية من نوع رياضة البوليغ ، أنتجت سنة 1987م ، ونشرها شركة إي إم آي-توشيبا اليابانية ، وصدرت في الأسواق اليابانية